# La Rose de Bagdad
Pour plus de détails, voir Fiche technique et Distribution.
La Rose de Bagdad (La rosa di Bagdad) est un film d'animation italien d'Anton Gino Domeneghini sorti en 1949.
Il rivalise avec I Fratelli Dinamite, achevé presque en même temps, pour la place de « premier long métrage d'animation italien ». Tous deux furent présentés au Festival de Venise la même année.

## Synopsis
Dans ce conte qui ne manque pas d'évoquer les Mille et une nuits, l'héroïne est la fille du calife Osman, la toute jeune princesse Zeila, surnommée « la rose de Bagdad ». Le sinistre cheik Jafar la convoite et fait appel au terrible magicien Burk pour parvenir à ses fins. Heureusement Amine, un jeune musicien talentueux qui accompagne souvent la princesse à la guitare, va contrecarrer ses vils desseins et délivrer la jeune fille, notamment grâce à la lampe d'Aladin que lui a remise une bonne fée déguisée en mendiante. 

## Fiche technique
- Titre : La Rose de Bagdad
- Titre original : La rosa di Bagdad
- Titres anglais : The Rose of Bagdad (Royaume-Uni) ; The Singing Princess (États-Unis)
- Réalisation : Anton Gino Domeneghini
- Scénario : Ernesto D’Angelo et Lucio De Caro
- Production : Anton Gino Domeneghini
- Sociétés de production : Ima Film, Trans-National
- Pays : Italie
- Musique: Riccardo Pick-Mangiagalli
- Photographie : Cesare Pelizzari
- Décors : Libico Maraja
- Durée : 76 minutes
- Couleurs : Technicolor

## Distribution (voix)

### Version italienne (1949)
Doublage italien réalisé par C.D.C. (Cooperativa Doppiatori Cinematografici) Italacustica, Rome
- Germana Calderini : la princesse Zeila
- Beatrice Preziosa : la princesse Zeila (voix chantante)
- Giulio Panicali : le cheik Jafar
- Carlo Romano : Burk, le magicien (voix chantante)
- Olinto Cristina : le calife Osman
- Mario Besesti : Zizibé, le ministre de la Santé
- Giovanna Scotto : Fatima
- Renata Marini : la mère d'Amin
- Lauro Gazzolo : le grand Kadi
- Stefano Sibaldi : le narrateur

### Version anglaise (1952)
- Julie Andrews : la princesse Zeila
- Patricia Hayes : Amine
- Stephen Jack : le cheik Jafar
- Don Barclay: Burk, le magicien
- Arthur Young : le calife Osman
- Humphrey Kent : Tonko, le ministre de l'Information
- Paul Hansard : Zirko, le ministre des Belles choses

### Version française (1952)
Doublage français réalisé par Studios C.T.M. Gennévilliers, Seine
Direction de doublage : Georges Douking

Direction des chansons : Robert Blot

Dialogue français : Claude André Puget

Montage du son : Dimitry Varenov
- Renée Simonot : la princesse Zeila
- Jacques Durand : Amine
- Maurice Dorléac : le cheik Jafar
- Fred Pasquali : Burk, le magicien
- Marcel Raine : le calife Osman
- Lucien Blondeau : Tonko
- Léonce Corne : Zirko
- Lucien Bryonne : Zizibé, le ministre de la Santé
- Tania Balachova : Fatima
- Renata Marini : la mère d'Amine
- Marcel Vallée : le grand Cadi
- Janie Gracia : La bonne Zouleika
- Yves Furet : le narrateur

ont chanté Denise Delacroix, Violette Journeaux, Charles Gambon, Jean Petitpas, André Philippe de L'Opéra de Paris sous la direction de Robert Blot

## Commentaires
Venu de la publicité, Anton Gino Domeneghini semble avoir rencontré bien des difficultés pour la réalisation et la production de ce film, qui dura plus de sept ans. Achevé une première fois en 1946, La Rose de Bagdad souffrit d'un problème de pellicule périmée et c'est en Angleterre que le film fut tourné une nouvelle fois en Technicolor.
Le scénario de Nina et Tony Maguire manque parfois de cohérence, mais ce conte oriental se veut avant tout divertissant. Les décors, dus à Libico Maraja, peintre, graphiste et illustrateur pour la jeunesse, sont particulièrement soignés, et la musique, confiée à Riccardo Pick Mangiagalli, un compositeur de renommée internationale, occupe une grande place dans le film.

## Récompenses
- Premier prix dans la section jeunesse au Festival de Venise (1949)